# Argentotetraedrita-(Zn)
La argentotetraedrita-(Zn) és un mineral de la classe dels sulfurs que pertany al subgrup de la freibergita.

## Característiques
La argentotetraedrita-(Zn) és una sulfosal de fórmula química Ag₆(Cu₄Zn₂)Sb₄S₁₂S. Va ser aprovada com a espècie vàlida per l'Associació Mineralògica Internacional l'any 2020, sent publicada l'any 2022. Cristal·litza en el sistema isomètric.
Les mostres que van servir per a determinar l'espècie, el que es coneix com a material tipus, es troben conservades a les col·leccions del departament de mineralogia i petrologia del Museu Nacional de Praga, a la República Txeca, amb el número de catàleg: p1p 51/2020, i al Museu d'Història Natural de la Universitat de Pisa (Itàlia), amb els números de catàleg: 19922 i 19923.

## Formació i jaciments
Va ser descrita a partir de mostres recollides en dos indrets: la pedrera Lengenbach, situada al cantó de Valais (Suïssa), i el dipòsit d'or i plata de Kremnica, a la regió de Banská Bystrica (Eslovàquia). També ha estat descrita en altres indrets d'Eslovàquia, així com a Alemanya, Grècia, Rússia, la República Popular de la Xina i els Estats Units.